# Ostrau (Saxônia)
Ostrau é um município da Alemanha, situado no distrito de  Mittelsachsen, no estado da Saxônia. Tem 52,59 km² de área, e sua população em 2019 foi estimada em 3.547 habitantes.